# Thecla sicheus
Thecla sicheus är en fjärilsart som beskrevs av Pieter Cramer 1777. Thecla sicheus ingår i släktet Thecla och familjen juvelvingar. Inga underarter finns listade i Catalogue of Life.

## Bildgalleri

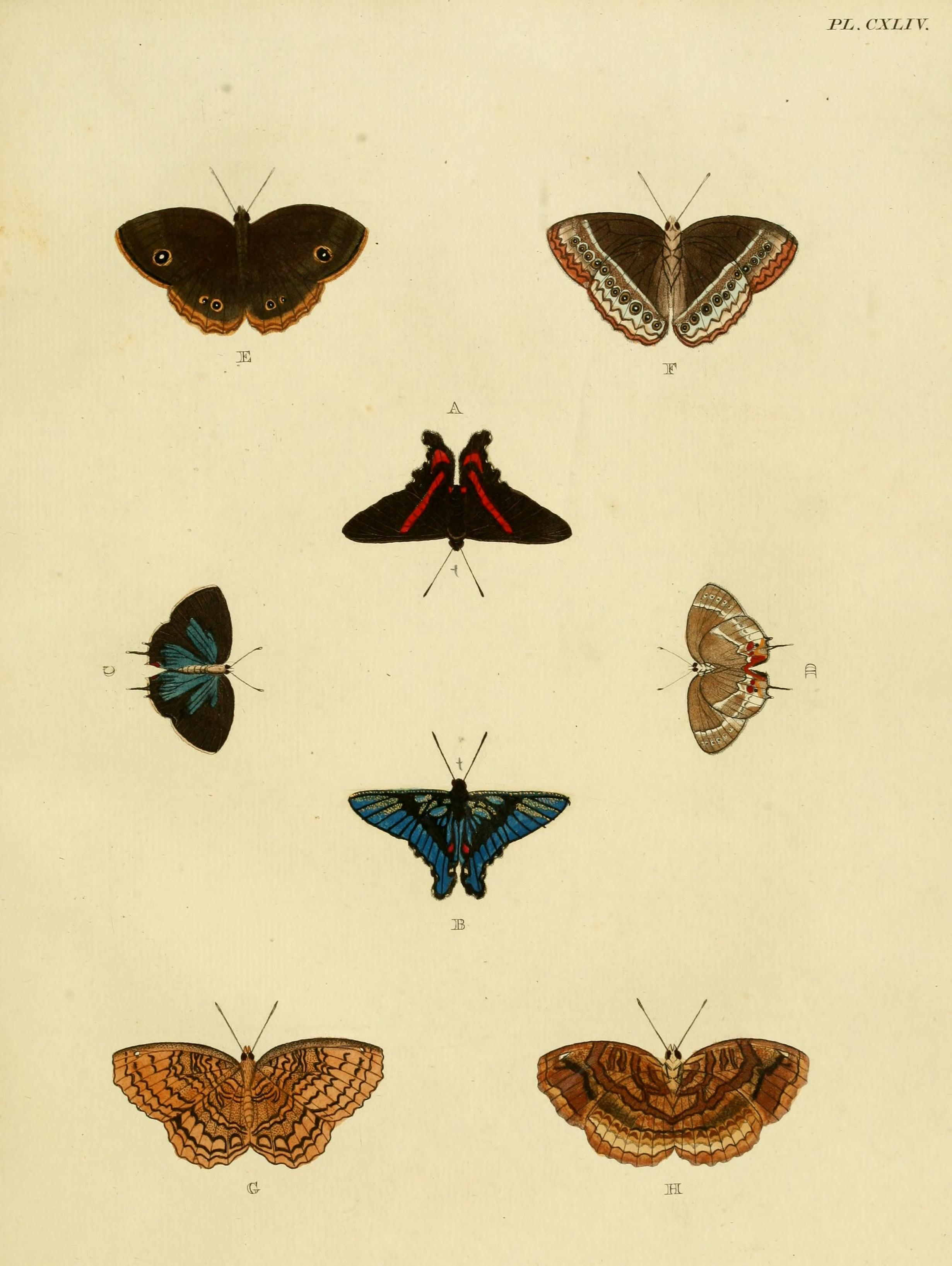